# 残花繚乱
『残花繚乱』（ざんかりょうらん）は、岡部えつによる日本の小説。

## 書籍情報
- 双葉社刊 2014年7月18日発売 ISBN 978-4-575-23871-6

## テレビドラマ
『美しき罠〜残花繚乱〜』（うつくしきわな ざんかりょうらん）のタイトルでテレビドラマ化。2015年1月8日から3月12日まで毎週木曜日21時 - 21時54分に、TBSテレビ系の「木曜ドラマ劇場」枠で放送された。全10回。主演は田中麗奈で、フジテレビで数多くのヒットドラマを手掛けた光野道夫が同局の技術制作会社である共同テレビに移籍後初の演出作品となる。

### キャスト

#### 主人公
西田 りか → 落合 りか〈34〉
演 - 田中麗奈
ショウズホールディングス社員。圭一の妻。同社傘下のオーガニックカフェチェーン「アレグロ」へ出向し、4号店店長を務める。

#### 柏木家
柏木 美津子〈47〉
演 - 若村麻由美
荘太の妻。ショウズホールディングス社長令嬢。
柏木 荘太〈54〉
演 - 村上弘明
美津子の夫。りかの元不倫相手。ショウズホールディングス筆頭常務。
柏木 美羽〈16〉
演 - 吉田里琴
美津子・荘太の娘。圭一を兄のように慕う。

#### クリンチュア
落合 圭一〈33〉
演 - 青柳翔
社長。りかの夫。荘太の亡くなった友人・落合修介の弟。学生時代から美津子に好意を抱いていた。
志織
演 - 篠原ゆき子
前田 勇司
演 - 阿部翔平
佐々木 高広
演 - 内村遥

#### 書道教室
桐谷 麻紀〈42〉
演 - 三浦理恵子
りかの書道教室仲間。フリーのインテリアコーディネーター。独身主義。圭一が結婚前提にりかと付き合っている時に彼を誘惑し一夜をともにし結婚式前日も抱かれる。
滝本 泉〈36〉
演 - 高橋かおり
りかの書道教室仲間。クラウド・サックス証券社員。コンプライアンス・オフィサーとして起業を志す。柏木とは仕事の契約を取るために体の関係を持つ。
江崎 龍子〈60〉
演 - 池畑慎之介
女性書道家。独身。圭一の兄・修介の友人。

#### 西田家・落合家
西田 俊夫
演 - 平泉成
りかの父。りかが17歳の時に妻を亡くし、電機メーカーの技術職を定年退職後は息子・良介と2人暮らし。
西田 良介
演 - 犬飼貴丈
りかの弟。スーパーサンマル店員。父・俊夫と2人暮らし。
落合
演 - 野村信次
圭一の父。
落合 百合子
演 - 内田尋子
圭一の母。

#### ショウズホールディングス
寺内 昭彦〈72〉
演 - 清水綋治
創業者で社長。美津子の亡き父。
寺内 巧巳〈40〉
演 - 丸山智己
副社長→社長。美津子の弟。
吉岡
演 - 飯田基祐
荘太の部下。
神崎 達弘
演 - 山田明郷
神崎リゾート社長。ショウズホールディングスによる吸収合併に伴い役員に加わる。昭彦の古くからの知人。

##### アレグロ
小山 沙月
演 - 田島ゆみか
社員。アレグロへ出向中。
羽場
演 - 今井隆文
コック。
美咲
演 - 大沢ひかる

#### その他
田代 江美
演 - 三倉佳奈
Blossom美容クリニック美容整形外科医。美津子・麻紀の担当医。
滝本 孝史
演 - 六角慎司
泉の元夫。リストラで職を失ってからは無職。
相沢
演 - 八幡朋昭
麻紀の交際相手。
山岸 悟
演 - 松川貴弘
映像ディレクター。美羽が主演予定だった映画の監督。

### スタッフ
- 原作 - 岡部えつ『残花繚乱』（双葉文庫刊）
- 脚本 - 浅野妙子、泉澤陽子
- 音楽 - 大隅知宇、信澤宣明
- 演出 - 光野道夫、岩田和行、村上正典（共同テレビ）
- 主題歌 - 安田レイ「恋詩」（SME Records）[4][5]
- タイトルCG - 佐竹淳
- フードコーディネート - 住川啓子
- パース画デザイン - 島田祐輔
- 絵画協力 - 市橋節子
- 書道監修・題字 - 江島史織
- 医療指導・クリニック監修 - 東京イセアクリニック
- 医療監修 - 石田喜代美、新村核
- 編成 - 永山由紀子、吉本香苗（TBS）
- プロデューサー - 栗原美和子、後藤庸介（共同テレビ）
- 製作 - 共同テレビ、TBS

### 放送日程
第1話のみ15分拡大放送された。
| 各話                                                      | 放送日  | サブタイトル                                            | 脚本     | 演出     | 視聴率 |
| --------------------------------------------------------- | ------- | ------------------------------------------------------- | -------- | -------- | ------ |
| 第1話                                                     | 1月08日 | 運命の出逢いは妻が仕掛けた復讐だった!魅惑ラブサスペンス | 浅野妙子 | 光野道夫 | 6.0%   |
| 第2話                                                     | 1月15日 | 欲張り妻への逆襲!新恋人を巡る戦い!!                     | 浅野妙子 | 光野道夫 | 7.2%   |
| 第3話                                                     | 1月22日 | 第三の女・敵は妻だけではなかった!                       | 浅野妙子 | 岩田和行 | 7.5%   |
| 第4話                                                     | 1月29日 | 婚約が招く嵐・仲人を受けた妻の怒り                      | 浅野妙子 | 岩田和行 | 5.8%   |
| 第5話                                                     | 2月05日 | 呪われた花嫁・挙式前夜に新郎がW浮気                     | 浅野妙子 | 光野道夫 | 4.6%   |
| 第6話                                                     | 2月12日 | 第二章・結婚は地獄欲張り妻の報復再開                    | 泉澤陽子 | 村上正典 | 7.5%   |
| 第7話                                                     | 2月19日 | 怒りと涙の一騎打ち今夜全てが暴かれる                    | 浅野妙子 | 岩田和行 | 7.4%   |
| 第8話                                                     | 2月26日 | 帰らない夫…愛を失った女は鬼になる!                      | 浅野妙子 | 光野道夫 | 6.1%   |
| 第9話                                                     | 3月05日 | 妊娠発覚、妻の逃亡最後の逆襲!悪女へ                     | 浅野妙子 | 村上正典 | 5.9%   |
| 最終話                                                    | 3月12日 | 結婚とは?意外な結末に納得できますか                     | 浅野妙子 | 光野道夫 | 8.5%   |
| 平均視聴率 6.6%（視聴率は関東地区、ビデオリサーチ社調べ） |         |                                                         |          |          |        |

### 関連商品

#### CD
- TBS系 木曜ドラマ劇場「美しき罠〜残花繚乱〜」オリジナル・サウンドトラック（2015年3月4日発売、Anchor Records、UZCL-2067）

#### DVD
- 美しき罠〜残花繚乱〜 DVD-BOX（2015年7月3日発売、TCエンタテインメント、TCED-2645）

| TBS系 木曜ドラマ劇場                                 | TBS系 木曜ドラマ劇場                          | TBS系 木曜ドラマ劇場                                       |
| 前番組                                               | 番組名                                        | 次番組                                                     |
| ---------------------------------------------------- | --------------------------------------------- | ---------------------------------------------------------- |
| ママとパパが生きる理由。 （2014.11.20 - 2014.12.18） | 美しき罠〜残花繚乱〜 （2015.1.8 - 2015.3.12） | ヤメゴク〜ヤクザやめて頂きます〜 （2015.4.16 - 2015.6.18） |